# Георгије Писида
Георгије Писида (грч. Γεώργιος ὁ Πισίδας) био је византијски књижевник и историчар из 7. века. 
Рођен је у области Писидија у унутрашњости југозападне Мале Азије.
Георгије Писида припада међу најзначајније византијске песнике профане поезије, која је у Византији у начелу доживела неуспех. Писида је за време владавине цара Ираклија (610.–641.) био ђакон св. Софије и хартофилакс (чувар архива) у Цариграду. Сматран је најбољим профаним песником Византије: једноставан је, течан и доследно веран јампском триметру. Хексаметром пише само једну једину песму. Од Писидиних песама сачувано је доста: песма посвећена Ираклијевом доласку у Цариград, похвала поводом Ираклијеве победе над Персијанцима, песма о одбијању напада Авара и Словена на Цариград 626, Ираклијада, која слави цара и заштитника у два епска певања, песма у част проналажења светога крста, поетско разматрање О људском животу, песма О таштини живота, догматска дидактичка песма против јеретика Севира Антиохијског, химна посвећена Христовом васкрсењу и много других песама, као и многобројне епиграме на духовне и световне теме.
Најопширније Писидино дело јесте Шестоднев (Ἑξαἤμερον), филозофско-теолошка дидактичка песма посвећена стварању света, с многобројним историјским освртима; од тога дела начињен је један словенски превод. У Шестодневу користи јампски триметар, а и да би испричао историју Ираклијевих похода применио је тај исти метар, а да би био у складу са законитостима књижевног рода, своја причања је украсио реторичким обрасцима. Тако, на пример, одмах после приказивања светог Тројства наилази дигресија о Хомеру. Он упоређује Ираклија са Мојсијем који се бори са новим фараоном, или кад је пао цар Фока, онда је Ираклије био сличан Хераклу. Писида је у Византији уживао велико поштовање, а Михаило Псел се питао ко је већи песник – Еурипид или Писида.